# Murciélagos Fútbol Club
El Murciélagos Fútbol Club fue un equipo de fútbol mexicano que jugaba en la Serie A de la Segunda División de México. Tiene como sede la ciudad de Los Mochis, en el estado de Sinaloa. Actualmente, se encuentra sin liga tras su desafiliación de la Liga Profesional de Fútbol Mexicano o LPF en donde participaba de la Zona Pacífico Grupo 1; anteriormente estuvo inactivo desde la temporada 2020-2021 de la Liga de Balompié Mexicano.

## Historia
El equipo de Murciélagos FC fue fundado en 2008 para jugar en la Segunda y Tercera División de México. El primer estadio donde jugaron "Los Caballeros de la Noche" es el conocido como "El Coloso del Dique", después llamado Estadio Alfredo Díaz Angulo, ubicado en Guamúchil, Sinaloa.
En abril de 2010, se logró la primera liguilla profesional con el equipo de la Tercera División, comandado por el Prof. Lorenzo Javier López Balboa, y en noviembre de 2011 se logró la segunda liguilla Profesional con el equipo de la Segunda División, de la Liga Premier.
El 22 de diciembre se convirtieron en campeones de la Liga Premier, los Murciélagos vencieron 2-1 a los Coras de Tepic (3-2 en el global) en un dramático juego, y en 2013 peleó para ascender al Ascenso MX.
En la final de ascenso, se enfrentaron con Ballenas Galeana, campeón del Clausura 2013, el partido de ida se fue empatado 2-2 y en el de vuelta Ballenas ganó 3-1 y con este resultado Ballenas asciende a la Liga de Ascenso y Murciélagos se quedó en la Liga Premier de Ascenso.

### Liga de Ascenso
Después de un par de años de haber perdido la final de ascenso, se hizo oficial el traslado del Club Irapuato, equipo del Ascenso MX, a la ciudad de Los Mochis, Sinaloa. Como Grupo Faharo era el dueño de ambos equipos, decidió que esta franquicia jugara bajo el nombre de Murciélagos Fútbol Club, por lo que a partir del Apertura 2015 los Murciélagos tuvieron fútbol de Liga de Ascenso y se trasladaron al Estadio Centenario de Los Mochis. El equipo de la Segunda División siguió existiendo como filial del equipo de Ascenso MX hasta su desaparición en Clausura 2017.
El club descendió en el Clausura 2018 a la Serie A de México de la Segunda División.

### Regreso a Segunda División y problemas económicos
En la primera temporada en la Segunda División, el equipo no clasificó a la Liguilla por el Ascenso MX. Mientras que en el segundo torneo consecutivo en la categoría de bronce, los Murciélagos finalizaron en la séptima posición de su grupo, sin embargo, esta temporada fue suspendida por la pandemia de coronavirus.
Como consecuencia de la pandemia se desató una crisis económica que afectó a varios clubes de la Segunda División de México, entre ellos los Murciélagos, por este motivo, el equipo decidió no tomar parte de la temporada 2020-2021 de la categoría, sin aclarar su continuidad en la FMF, su entrada en la Liga de Balompié Mexicano o la desaparición del equipo. En la siguiente temporada el club tampoco se inscribió en la Liga Premier o la LBM ni informó ningún tipo de movimiento de disolución. 
En mayo de 2022, el equipo fue reactivado y su directiva inició el procedimiento para afiliarse a la Liga Profesional de Fútbol Mexicano, un circuito futbolístico paralelo e independiente de las ligas organizadas por la Federación Mexicana de Fútbol, aunque finalmente no se concretó la admisión del equipo en esa liga, por lo que aún se mantuvo sin actividad.

## Estadio
El Estadio Centenario se ubica en la ciudad de Los Mochis, Sinaloa. El Estadio Centenario se inauguró para la temporada de Apertura 2004, en el partido disputado entre los Tigres de Los Mochis (en ese entonces llamados Tigrillos-Broncos) contra los Correcaminos de la UAT, con la victoria para los locales de 2 a 1, marcando el primer gol en la historia del Estadio Centenario. Así se disputó el primer partido oficial del Ascenso MX en la ciudad.
Cuenta con una capacidad para 15,000 personas en su totalidad. Se encuentra dividido por sector oriente, sector poniente, cabecera norte y cabecera sur contando en ambos lados con cómodas instalaciones para nuestros aficionados. Cuenta también con su área de palcos, contando con aire acondicionado y baños exclusivos.
Fue remodelado por Grupo Faharo para que Murciélagos FC pudiera jugar la liga del Ascenso MX. Grupo Faharo el grupo sinaloense más activo en el futbol también gestiono y construyó el estadio de Mazatlán el llamado Kraken gracias a este trabajo hoy se cuenta con un estadio de clase mundial en la ciudad portuaria de Mazatlán, Sinaloa.

## DT electrónico
El 23 de enero de 2010, Murciélagos FC pasó a la historia como el primer equipo en el mundo en tomar en cuenta a su afición. Mediante votación de sus seguidores, se realizaron los 3 cambios del partido en tiempo real vía internet. Esto fue de gran importancia, al haber sido la primera vez que se realizaron cambios reglamentarios de esta forma en un partido oficial, todo avalado por la FIFA.
El partido fue ganado por Murciélagos FC 1 a 0 vs Vaqueros de Tepic (liga segunda división premier) al mando de Juan Manuel Romo "DT Romo". DT Romo, pasó a la historia con este innovador sistema, al haber tenido el mayor número de auxiliares técnicos a nivel mundial.
En el denominado fútbol electrónico, Juan Manuel Navarro fue el primer jugador que entró a la cancha bajo este innovador método como cambio de Sergio Mejia.

## Patrocinadores anteriores
A continuación se enumeran en orden cronológico el fabricante de las indumentarias y los patrocinadores del club:
| \| Período \| Proveedor \| \| ------------- \| --------- \| \| 2017-Presente \| Keuka \| \| 2016-2017 \| GF \| \| 2014-2016 \| Keuka \| \| 2013-2014 \| Nike \| \| 2011-2013 \| Joma \| \| 2010-2011 \| Kappa \| |           |
| Período | Proveedor |
| 2017-Presente | Keuka     |
| 2016-2017 | GF        |
| 2014-2016 | Keuka     |
| 2013-2014 | Nike      |
| 2011-2013 | Joma      |
| 2010-2011 | Kappa     |

## Uniforme

### Uniformes actuales
- Uniforme local: Camiseta Negra con degradado y mangas amarillas, pantalón y medias negras.
- Uniforme visitante: Camiseta amarilla con degradado y mangas negras, pantalón y medias amarillas.

| Primer Uniforme | Segundo Uniforme |  |

### Uniformes anteriores
- 2018

| Primer Uniforme | Segundo Uniforme |  |

- 2017-2018

| Primer Uniforme | Segundo Uniforme | Tercer Uniforme |

- 2017

| Primer Uniforme | Segundo Uniforme | Tercer Uniforme |

- 2016-2017

| Primer Uniforme | Segundo Uniforme | Tercer Uniforme |

- 2015-2016

| Primer Uniforme | Segundo Uniforme | Tercer Uniforme |

- 2014-2015

| Primer Uniforme | Segundo Uniforme |

- 2013-2014

| Primer Uniforme | Segundo Uniforme |

## Jugadores

### Dorsales Retirados
- 300 -  Werevertumorro (2014-2014)

## Entrenadores
- Juan Manuel Romo “DtRomo” (Abr 2009 – Mar 2010)
- Manuel Flores (Mar 2010 – Jul 2011)
- Lorenzo López (Jul 2011 – Jul 2012)
- Rubén Ayala (Jul 2012 – Nov 2012)
- Roberto Sandoval (Nov 2012 – Feb 2013)
- Lorenzo López (Feb 2013 – Sep 2013)
- Cesilio de los Santos (Sep 2013 – 2014)
- Roberto Carlos Castro (2014 – 2015)
- Lorenzo López (2015 -27 de enero de 2016)
- Jorge Manrique (27 de enero de 2016 - 25 de febrero de 2016)
- Marco Antonio Figueroa (2017)
- Luis Antonio Mendoza Castro (2017)

## Temporadas
Traslado Franquicia Club Irapuato
| Temporada     | División          | Posición        | Copa MX |
| ------------- | ----------------- | --------------- | ------- |
| Apertura 2015 | 2.Ascenso MX      | 5o. (Cuartos)   | Grupos  |
| Clausura 2016 | 2.Ascenso MX      | 13o.            | Grupos  |
| Apertura 2016 | 2.Ascenso MX      | 5o. (Cuartos)   | Grupos  |
| Clausura 2017 | 2.Ascenso MX      | 18o.            | No      |
| Apertura 2017 | 2.Ascenso MX      | 13o.            | No      |
| Clausura 2018 | 2.Ascenso MX      | 14o. (Descenso) | Grupos  |
| 2018/2019     | 3.Segunda Serie A | 6°. Grupo I     |         |
| 2019/2020     | 3.Segunda Serie A | 7°. Grupo I     |         |

## Murciélagos "B" Guamúchil
| Temporada          | División      | Posición        |  |
| ------------------ | ------------- | --------------- |  |
| Apertura 2008      | 3.Segunda LPA |                 |  |
| Clausura 2009      | 3.Segunda LPA |                 |  |
| Apertura 2009      | 3.Segunda LPA | Zona Norte      |  |
| Bicentenario 2010  | 3.Segunda LPA | Zona Norte      |  |
| Independencia 2010 | 3.Segunda LPA | Zona Norte      |  |
| Revolución 2011    | 3.Segunda LPA | Zona Norte      |  |
| Apertura 2011      | 3.Segunda LPA | Grupo I         |  |
| Clausura 2012      | 3.Segunda LPA | Grupo I         |  |
| Apertura 2012      | 3.Segunda LPA | (Campeón)       |  |
| Clausura 2013      | 3.Segunda LPA | 11°.            |  |
| Apertura 2013      | 3.Segunda LPA | 4°. (Semifinal) |  |
| Clausura 2014      | 3.Segunda LPA | 15°.            |  |
| Apertura 2014      | 3.Segunda LPA | 11°.            |  |
| Clausura 2015      | 3.Segunda LPA | 20°.            |  |
| Apertura 2015      | 3.Segunda LPA | 24o.            |  |
| Clausura 2016      | 3.Segunda LPA | 1.º (Final)     |  |
| Apertura 2016      | 3.Segunda LPA | 14o.            |  |
| Clausura 2017      | 3.Segunda LPA | 6o. (Cuartos)   |  |
| Apertura 2017      | Traslado      | Pacific F.C.    |  |

## Filial
Contaba una filial del mismo nombre en Guamúchil, que participaba en la Segunda División. En 2017 desaparece Murciélagos en la  Segunda División, ahora denominada Serie A, pasó ser Pacific FC como su nueva filial ahora en Mazatlán, Sinaloa.

## Palmarés

### Torneos oficiales
| Competición nacional                            | Títulos        | Subcampeonatos |
| ----------------------------------------------- | -------------- | -------------- |
| Segunda División de México (1/1)                | Apertura 2012. | Clausura 2016. |
| Campeón de Ascenso de la Segunda División (0/1) |                | 2012-13.       |
| Copa de la Segunda División de México (1)       | Apertura 2014. |                |

### Torneos amistosos
- Campeón Copa Gobernadores (1): 2011.[8]

- Campeón Copa Jorge Romo Fuentes (1): 2013.[9]

- Campeón Copa Ramón Barreda Barreto (1): 2010.[10]

## Enlaces
- Página oficial de Murciélagos FC
- Murciélagos FC en Facebook
- Murciélagos FC en X (antes Twitter)
- Murciélagos Fútbol Club en YouTube.

- Datos: Q6937580